# William Pitt (el Viejo)
William Pitt, I Conde de Chatham (Londres, 15 de noviembre de 1708-Hayes, Bromley, Londres, 11 de mayo de 1778), apodado el Viejo para distinguirlo de su hijo, conocido como William Pitt "el Joven", fue un político británico. Era nieto de Thomas Pitt.

## Biografía
Defendió la formación de un Imperio británico en ultramar. Fue rival político de Walpole y participó en la caída de este. Fue secretario de Estado con Jorge II y llegó al cargo de primer ministro de Gran Bretaña bajo el reinado de Jorge III. En 1739, siendo todavía un joven parlamentario, fue un entusiasta promotor de la llamada Guerra del Asiento contra España. Durante 1756-1763 llevó al país a la Guerra de los Siete Años contra Austria, Suecia, Sajonia, Rusia y Francia. Más tarde, en 1761, de nuevo España se uniría a esta lista. Fue apartado del poder en 1768, aunque siguió ocupando su puesto de parlamentario. Su hijo también llegó a primer ministro de Gran Bretaña (desde 1801 Reino Unido) desde 1784 hasta su muerte en 1806. Está sepultado en la Abadía de Westminster.
La ciudad americana de Pittsburgh en el estado de Pensilvania, anteriormente Fort Duquesne, recibió su nombre tras la conquista por parte de tropas inglesas. Otras poblaciones de los Estados Unidos han tomado también su nombre, así como la Universidad de Chatham, de Pittsburgh (dado que Pitt ostentó el título de primer conde de Chatham desde 1766).
- Datos: Q208663
- Multimedia: William Pitt, 1st Earl of Chatham / Q208663